# FSRU Toscana
FSRU Toscana – плавуча установка з регазифікації та зберігання зрідженого природного газу (Floating storage and regasification unit, FSRU).

## Загальна інформація
Судно спорудили в 2003 році на верфі південнокорейської компанії Hyundai Heavy Industries в Ульсані як танкер для перевезення зрідженого природного газу. Первісно воно носило назву «Golar Frost» та належало норвезькій компанії Golar. 
Наприкінці 2000-х судно призначили для перетворення на плавучу установку зі зберігання та регазифікації для подальшого використання на італійському терімналі ЗПГ у Ліворно. Його перейменували у «FSRU Toscana», а новим власником стала компанія OLT Offshore LNG Toscana (можливо відзначити, що зазначена вище компанія Golar має у терміналі міноритарну частку розміром 2,69%). Роботи з переобладнання провели у Об’єднаних Арабських Еміратах на верфі Drydocks World Dubai в період з червня 2009-го по червень 2013-го.
Розміщена на борту регазифікаційна установка здатна видавати 14,3 млн м3 на добу. Зберігання ЗПГ відбувається у резервуарах загальним об’ємом 137100 м3. На борту також розміщене обладнання для отримання азоту продуктивністю 10400 м3 на годину, що дозволяє приводити калорійність природного газу до специфікації.
«FSRU Toscana» може виконувати завдання протягом 20 років без необхідності постановки у док.
За потреби судно може використовуватись як звичайний ЗПГ-танкер та пересуватись до місця призначення зі швидкістю до 19,8 вузла.

## Служба судна
Наприкінці липня 2013-го «FSRU Toscana» прибула в район Ліворно та розпочала пусконалагоджувальні роботи, що завершились у грудні того ж року введенням терміналу у експлуатацію.